# Заржицька Еліна Іванівна
Еліна Іванівна Заржицька (нар. 27 листопада 1960 у Дніпропетровську) — українська письменниця, журналістка, громадська діячка. Членкиня Національної спілки письменників України, Національної спілки журналістів України, Золота письменниця України (2021).

## Освіта
Здобула освіту в Національному гірничому університеті України, Дніпропетровському обласному інституті патентознавства, Дніпропетровський університет ім. А. Нобеля.

## Творчість
Пише українською і російською мовами. Жанри — казки, пригодницькі та історичні повісті для дітей молодшого, шкільного молодшого та шкільного середнього віку.
Твори опубліковані в журналах «Бористен» (Дніпропетровськ), «Дядя Федор и другие» (Дніпропетровськ), «Свічадо» (Дніпропетровськ), «Саксагань» (Кривий Ріг), «Склянка Часу*Zeitglas» (Канів), «Жирафа Рафа» (Київ), «Всесвітня література в сучасній школі» (Київ), «Мамине сонечко» (Київ), «Світ дитини» (Львів), «Ахбюр» (Вірменія), «Слово Просвіти» (Київ), «Дзвін» (Львів), «Вечірня казка» (Львів), «Котя Малюк» (Київ), «Фортунчик» (Стрий), «Золота пектораль» (м. Чортків), «Крилаті» (м. Київ), «Степ» (Кропивницький).
Співавторка і співкерівниця проєкту Аудіокнига «Письменники Дніпропетровщини — шкільним бібліотекам» (2012, Дніпропетровськ) разом із Наталією Дев'ятко та Фіделем Сухонсом.
Авторка проєкту, укладачка та співавторка екологічної читанки «Наш кращий друг — природа» (2013, Дніпропетровськ).
Авторка проєкту, упорядниця та співавторка збірки творів сучасних українських авторів для дітей «Вишиванка для сонечка» (2018, Харків, ПП «Юнісофт»).
За мотивами казок Еліни Заржицької створено мультфільми «Як черепаха Наталка до школи збиралася» (у 4-х серіях), «Про ліниву ворону», «Як вуж намагався гадюкою стати», «Хоробре мишеня», «Про маленького метелика» (спільний проєкт Україна — Словенія"), «Про самотнього кабанчика».
У рамках спільного з Дніпропетровською обласною бібліотекою для молоді ім. М. Свєтлова проєкту «Вивчаємо іноземні мови з пригодами» за казками «Хоробре мишеня» та «Про самотнього кабанчика» створено електронні комікси англійською, німецькою, французькою, польською мовами.
За її лібрето композиторка Валентина Фалькова написала і здійснила постановку музичних вистав «Як тітонька Жаба на ринок збиралася» та «Пригоди Морського Коника» для авторського дитячого музичного театру «Надежда» при ДДМШ № 3 і Будинку вчених м. Дніпропетровська (2007, 2009).
У 2017 році твори авторки увійшли до оновленої шкільної програми з вивчення української літератури: «Легенди про козаків» та «Як козак у морського царя служив» — 7 клас.
Казки Заржицької перекладені російською, вірменською, азербайджанською та словенською мовами.

## Громадська діяльність
Членкиня журі Міжнародних фестивалів дитячого мистецтва «Чарівна книжка», Корнійчуковського фестивалю дитячої літератури, Всеукраїнської літературної премії ім. Олександри Кравченко (Девіль), Всеукраїнського конкурсу творчої молоді «Літературна надія Дніпра 2013», «Чарівне місто над Дніпром», «DNIPRO-BOOK-FEST», обласних літературних конкурсів «Молода муза», «Розповім про подвиг», обласного конкурсу відгуків на книги сучасних українських письменників «ВООК — симпатія 2018» тощо.
Керівниця секції літератури для дітей та юнацтва «Джерело» при ДОО Національної спілки письменників України.
Упорядниця понад 30 збірників — як паперових, так і електронних, для дітей та дорослих.
Авторка понад 40 статей з питань літератури в періодиці та літературно-художніх збірниках, понад 40 інтерв'ю з письменниками та діячами культури.
Авторка і керівниця проєкту «Аудіокнига „Письменники Дніпропетровщини — шкільним бібліотекам“ (2012) разом із Наталією Дев'ятко і Фіделем Сухоносом. Редакторка-упорядниця електронної книги — збірника творів дніпропетровських письменників — екологічної читанки для дітей „Наш кращий друг — природа“ (2013).
Членкиня Національної спілки журналістів України (1999), Національної спілки письменників України (квітень 2014).
Авторка проєкту, укладачка та співавторка електронних збірників казок „Подарунки від святого Миколая“ (2014, 2017 Київ), „Новорічна казка“ (2014, 2017, Київ), „Різдвяна казка“ (2014, 2017. Київ), „Відлуння любові: жінки“ (2017, Київ). „Відлуння любові: чоловіки“ (2017, Київ), „Абетка професій“ (2017, Дніпро), „Мами просять пам*ятати“ (2019, Дніпро), „Мальви для героя“ (2019, Дніпро), „Йому тринадцятий минало“ (2020, Дніпро), #1932-1933: Ми пам*ятаємо» (2020, Дніпро), «Пан Гав із UA» (2020, Дніпро), «Відлуння любові: жінки» (2020, Дніпро), «Відлуння любові: чоловіки» (2020, Дніпро).
Упорядниця та співавторка аудіокниги «Абетка професій» (2017, Львів).
Членкиня міжнародної громадської оаганізації «Міжнародна літературно-мистецька Академія України» (2015).
Членкиня редколегії Міжнародного літературного альманаху «Палисадник».
У складі делегації дитячих письменників брала участь у Всеукраїнському літературному фестивалі «Читаємо українською» (липень 2017, Артек-Буковель).

## Нагороди та відзнаки
- Переможниця міжрегіонального конкурсу «Письменники-малюкам» (1997, Одеса),
- Нагороджена особливою відзнакою Журі Третього Всеукраїнського конкурсу сучасної радіоп'єси «Відродимо забутий жанр» (2010, Київ).
- Лауреатка Дніпропетровського міського конкурсу-фестивалю молодіжних та дитячих театрів «Новорічна феєрія» (2009, як авторка лібрето «Пригоди Морського Коника»).
- Лауреатка літературної премії ім. Олеся Гончара Всеукраїнського щомісячника «Бористен» (2010, Дніпропетровськ).
- Дипломантка Всеукраїнського конкурсу «Коронація слова» за роман для дітей «Китеня Тимко і Капітан Теревенько» (2011, Київ),
- Дипломантка міського конкурсу «Сузір'я муз Дніпропетровська» у номінації «Найкращий мистецький твір для дітей» (2012, Дніпропетровськ).
- Посіла ІІІ місце у Міжнародному конкурсі оповідань від журналу «Склянка Часу*Zeitglas» (2012, Канів),
- переможниця Всеукраїнського конкурсу «Люби ближнього свого — як самого себе» відеопроекту «З любов'ю до дітей» (2012).
- Дипломантка регіонального конкурсу «Композитори — дітям і юнацтву» (2007, її вірш «Ми збираємо гриби» покладено на музику Оленою Швець-Васіною).
- Посіла І місце у номінації «Новелістика» у Всеукраїнському літературному конкурсі ім. Леся Мартовича (2014, Жовква).
- Володарка гран-прі міського літературного конкурсу «Дніпропетровськ — казкове місто» (2014, Дніпропетровськ).
- Лауреатка міжнародної Літературно-мистецької премії імені Пантелеймона Куліша за 2015 рік.
- Отримала ІІ премію в номінації «Проза для дітей старшого віку та юнацтва» ІІІ Міжнародного конкурсу на найкращий твір для дітей «Корнійчуковська премія» (2015, Одеса).
- Дипломантка Міжнародної літературної премії імені Миколи Гоголя «Тріумф» (2016, Чернігів).
- Лауреатка премії ім. В. Підмогильного (для прозаїків) (2016, Дніпро).
- Лауреатка Міжнародної літературної премії «Сад божественних пісень» ім. Григорія Сковороди за 2017 рік.
- Посіла ІІІ місце в патріотичному літературному конкурсі Дніпропетровщини імені Валер*яна Підмогильного (в номінації «Проза»).
- Нагороджена медаллю ім. Івана Мазепи за значну патріотичну діяльність (2017 рік)
- Посіла І місце в Міжнародному конкурсі «Невідома українська література» (2018, Канада).
- Лауреатка Міжнародного літературного конкурсу романів, п'єс, кіносценаріїв, пісенної лірики та творів для дітей «Коронація слова»-2018 в номінації «Вибір видавця» за роман «Убити Антиципатора».
- Нагороджена Міжнародною медаллю ім. Олександра Довженка за 2019 рік (разом із Ольгою Рєпіною за роман «Убити Антиципатора»).
- Нагороджена почесною грамотою Дніпровської міської ради (2019, Дніпро).
- Нагороджена почесною грамотою Секретаріату спілки журналістів України (2020, Київ).
- Нагороджена Нагрудним знаком «За заслуги перед громадою» (2020, Дніпро).
- Отримала І премію в номінації «Проза для дітей молодшого віку» ІХ Міжнародного конкурсу на найкращий твір для дітей «Корнійчуковська премія» (2021, Одеса).
- Золотий письменник України (2021).
- Всеукраїнська літературна премія імені Михайла Коцюбинського (2024) у номінації «Дитяча література» за книгу «Легенди про козаків.[2]